# Веськыдъю
Веськыдъю (устар. Веськыд-Ю; Шеръю) — река в России, протекает по Республике Коми. При слиянии с рекой Катыдъю образует Лапъюгу. Длина реки составляет 19 км. Некоторыми источниками считается верховьем реки Шеръю.
В 10 км от устья, по правому берегу реки впадает река Егор-Ваньёль.

## Данные водного реестра
По данным государственного водного реестра России относится к Двинско-Печорскому бассейновому округу, водохозяйственный участок реки — Печора от впадения реки Уса до водомерного поста Усть-Цильма, речной подбассейн реки — бассейны притоков Печоры ниже впадения Усы. Речной бассейн реки — Печора.
Код объекта в государственном водном реестре — 03050300112103000075243.